# Pero rectisectaria
Pero rectisectaria är en fjärilsart som beskrevs av Herrich-Schäffer 1855. Pero rectisectaria ingår i släktet Pero och familjen mätare. Inga underarter finns listade i Catalogue of Life.